# Reckoning Night
Reckoning Night a címe a Sonata Arctica negyedik stúdióalbumának.

## Számok listája
(mindegyik számot Tony Kakko írta, kivéve a „My Selene”-t (Jani Liimatainen szerzeménye))
1. „Misplaced” – 4:42
2. „Blinded No More” – 5:33
3. „Ain't Your Fairytale” – 5:26
4. „Reckoning Day, Reckoning Night…” (instrumentális) – 3:21
5. „Don't Say A Word” – 5:49
6. „The Boy Who Wanted to Be a Real Puppet” – 4:44
7. „My Selene” – 5:28
8. „Wildfire” – 4:36
9. „White Pearl, Black Oceans…” – 8:47
10. „Shamandalie” – 4:04
11. „Wrecking the Sphere” – 7:02 (Bónusz dal Japánban és Dél-Koreában)
12. „Jam” – 2:51 (Rejtett dal)

## Közreműködők
- Tony Kakko – ének
- Jani Liimatainen – gitár
- Henrik Klingenberg – billentyűsök
- Marko Paasikoski – basszusgitár
- Tommy Portimo – dob
- Nik Van-Eckmann – a férfi hang a „Don't Say a Word”, a „White Pearl, Black Oceans…” és a „Wildfire” című dalban